# Medinilla laxiflora
Medinilla laxiflora är en tvåhjärtbladig växtart som beskrevs av Henry Nicholas Ridley. Medinilla laxiflora ingår i släktet Medinilla och familjen Melastomataceae. Inga underarter finns listade i Catalogue of Life.